# Ткачёв, Макар Лукич
Макар Лукич Ткачёв (1909—1943) — советский военнослужащий, участник Великой Отечественной войны, Герой Советского Союза, командир взвода 300-го стрелкового полка 7-й стрелковой дивизии 7-й армии Северо-Западного фронта, младший лейтенант.

## Биография
Родился 4 октября 1909 года в селе Кут, Апостоловского района Днепропетровской области Украины, в крестьянской семье. Русский.
Окончил 4 класса. Работал в колхозе.
Красной Армии с 1931 года, дослужился до звания старшины. В 1938 году окончил курсы младших лейтенантов. Член ВКП(б) с 1938 года.
Участник советско-финской войны 1939—1940 годов. Командир взвода 300-го стрелкового полка младший лейтенант Макар Ткачёв отличился 23 февраля 1940 года на Карельском перешейке в районе населённого пункта Майнило. Его взвод разрушил дзот и уничтожил снайпера, а также способствовал выходу из окружения батальона полка.
В числе первых отважный комвзвода ворвался в город Выборг. Указом Президиума Верховного Совета СССР от 21 марта 1940 года «за образцовое выполнение боевых заданий командования на фронте борьбы с финской белогвардейщиной и проявленные при этом отвагу и геройство» младшему лейтенанту Ткачёву Макару Лукичу присвоено звание Героя Советского Союза с вручением ордена Ленина и медали «Золотая Звезда» (№ 80).
В боях Великой Отечественной войны М. Л. Ткачёв принял участие с июня 1941 года в Белоруссии. Попал в окружение, с декабря 1941 года был партизаном, организовав собственный отряд. В конце 1942 года созданный Ткачевым отряд имени Сталина стал полностью боеспособной единицей. Начальником штаба отряда был Андрей Бородай, также участник Советско-финской войны.
Воевал в немецком тылу больше года. В ноябре 1943 г, рано утром внезапно в штаб партизанского отряда явилась группа «СМЕРШ», с неким Кравченко. Используя момент, когда основная масса партизан ещё не вернулась с задания, объявили Макара Лукича и его отца предателями Родины и в течение часа расстреляли. Информацию об этих событиях донес родственникам Ткачёва связной-подросток партизанского отряда Кофтун, после подтвердили данную информацию уцелевшие в то утро партизаны.
В 1947 проводя расследования по многочисленным запросам, Кравченко был осужден на 25 лет как изменник Родины.
В декабре 1959 г. оба Ткачёва были реабилитированы, Макару Лукичу вернули звание Героя Советского Союза.
В 60-х годах по воспоминаниям уцелевших партизан Ткачёва была написана документальная повесть днепропетровским журналистом Григорием Мартыненко «В Днепровских плавнях».

## Награды
- Награждён орденом Ленина и медалями.